# Zoosystematica Rossica
Zoosystematica Rossica  — международный научный журнал, издаваемый Зоологическим институтом РАН, посвящённый различным аспектам таксономической зоологии. Журнал публикует статьи по всем группам животных (включая вымершие) и тематически охватывает описания новых таксонов, таксономические ревизии и обзоры, вопросы номенклатуры, теорию и методы таксономии и филогенетики, новые интересные фаунистические находки, каталоги и списки таксонов, определительные ключи, филогенетические реконструкции и зоогеографию.

## История
Основан в 1992 году в Санкт-Петербурге как первый полностью англоязычный зоолого-таксономический журнал, издаваемый в России. Первым главным редактором журнала на протяжении 16 лет был известный энтомолог, член Международной комиссии по зоологической номенклатуреИ. М. Кержнер.

## Современное состояние
Zoosystematica Rossica ‒ рецензируемый журнал с открытым доступом, издаваемый на английском языке. Начиная с 54 выпуска (2018 г.), статьи публикуются онлайн. Все статьи регистрируются в Official Register of Zoological Nomenclature (ZooBank) и архивируются в хранилище Zenodo. Номенклатурные акты становятся валидными с момента онлайн-опубликования содержащей их статьи. Опубликованные онлайн статьи каждого тома комплектуются в два номера, издаваемые на бумаге в конце июля и в конце декабря. В виде непериодических приложений к регулярным томам журнала издаются монографии и тематические сборники статей.
Журнал индексируется в базах данных:
- Biological Abstracts
- BIOSIS Previews
- Crossref
- eLibrary
- Russian Science Citation Index of Web of Science
- Scopus
- ZooBank
- Zoological Record

Включён в Список научных журналов ВАК Минобрнауки России.
10 марта 2015 г. запущен новый сайт журнала. В 2019 г. вышел 28-й том издания. Ведется работа по оцифровке и размещению на сайте журнала архивных номеров, с присвоением DOI всем опубликованным в них статьям.

## Редакция
Редакция расположена в Зоологическом институте РАН (Санкт-Петербург).
Главный редактор: Д. А. Гапон.
Заместители главного редактора: А. А. Пржиборо, А. В. Фролов.

## ISSN
- ISSN 0320-9180 (print), 2410-0226 (online)